# Temelucha notata
Temelucha notata är en stekelart som beskrevs av Kolarov 1989. Temelucha notata ingår i släktet Temelucha och familjen brokparasitsteklar. Inga underarter finns listade i Catalogue of Life.